# جورج دون
جورج دون (1798-1856) (بالإنجليزية: George Don)‏ هو عالم نبات إاسكتلندي.